# Erfurter Judeneid
Als Erfurter Judeneid wird ein sogenannter Reinigungseid (Reinigung vom Schuldvorwurf) bezeichnet, der vom Mainzer Erzbischof Konrad († 1200) als Stadtherr von Erfurt den Juden gegeben wurde. Der Judeneid vom Ende des 12. Jahrhunderts wurde vom Erfurter Rat gesiegelt. Der Erfurter Judeneid ist der älteste nachweisbare derartige Eid in deutscher Sprache.

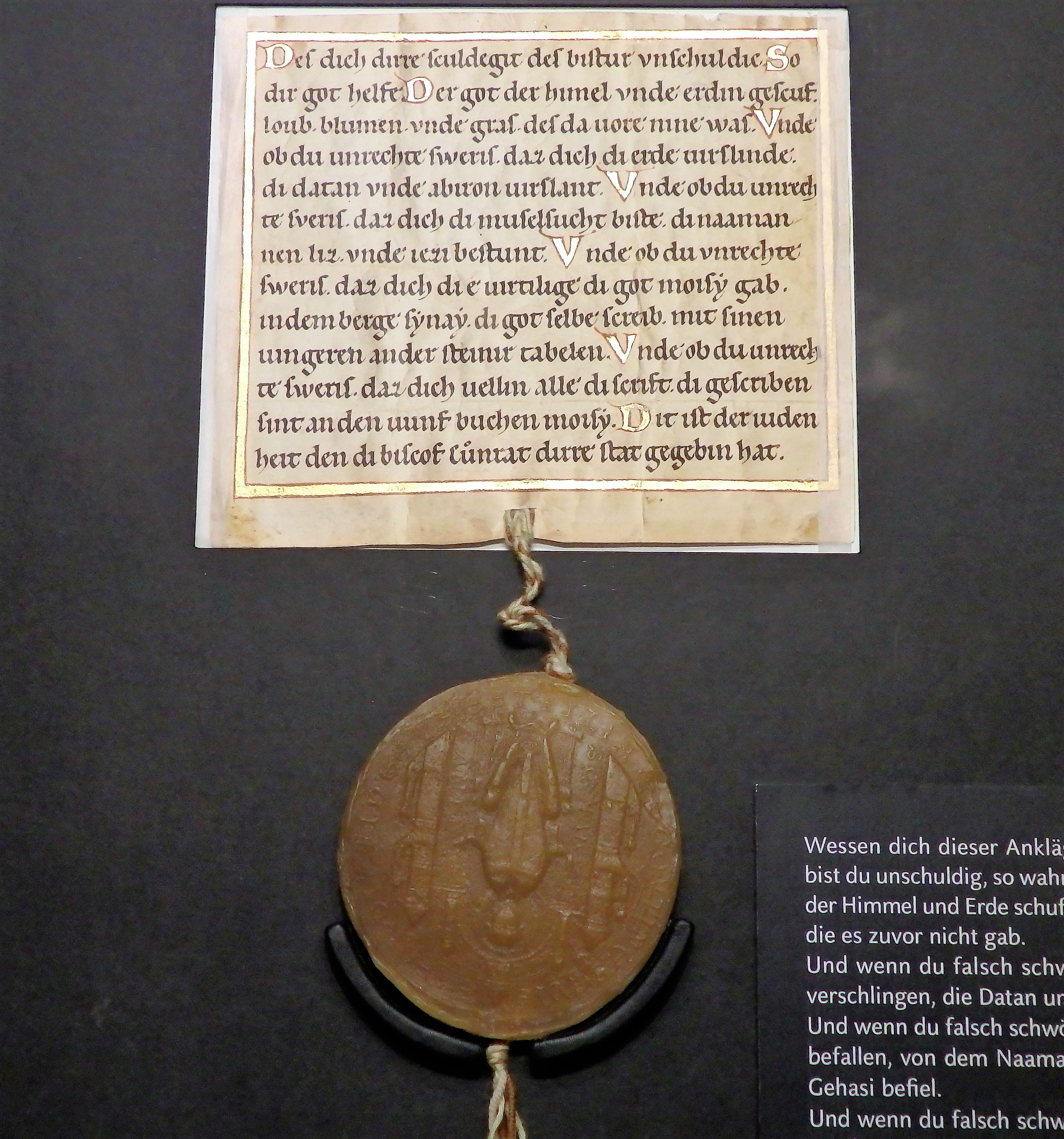
Faksimile des Erfurter Judeneids, Alte Synagoge, Erfurt

## Originaltext und Transkription
(1) Des dich dirre sculdegit des bistur vnschuldic. (Dessen dich dieser beschuldigt, dessen bist du unschuldig.)
(2) So dir got helfe. Der got der himmel vnde erdin gescuf loub, blumen vnd gras, des da uore nine was. (So wahr dir Gott helfe. Der Gott der Himmel und Erden schuf, Laub, Blumen und Gras, das vorher nicht war)
(3) Vnde ob du unrechte sweris. daz dich di erde virslinde: di datan vnde abiron uirslant. (Und wenn du unrecht schwörst, dass dich die Erde verschlinge: die Datan und Abiram verschlang. [siehe Korach])
(4) Vnde ob du unrechte sweris, daz dich  di muselsucht biste, di naamannen liz vnde iezi bestunt. (Und wenn du unrecht schwörst, soll dich die Miselsucht befallen, die Naamann verließ und Gehasi befiel.)
(5) Vnde ob du vnrechte sweris, daz dich di e uirtlige di got moisy gab, in dem berge synay, di got selbe screib mit sinen uingeren an der steinir tabelen. (Und wenn du unrecht schwörst, dass dich die Gesetzlichkeit vertilge, die Gott Moses gab auf Berg Sinai, die Gott selber schrieb mit seinen Fingern auf die steinerne Tafel.)
(6) Vnde ob du unrechte sweris, daz di uellin alle di scrift, di gescriben sint an den uunf buchen moisy. (Und wenn du unrecht schwörst, sollen dich fällen alle die Schriften, die geschrieben sind in den fünf Büchern Mose.)
(7) Dit ist der iuden heit den di biscof cùnrat dirre stat gegebin hat. (Dies ist der Juden Eid den der Bischof Konrad dieser Stadt gegeben hat.)